# Eckart Ratz
Eckart Ratz (ur. 28 czerwca 1953 w Bregencji) – austriacki prawnik, sędzia, w latach 2012–2018 prezes Sądu Najwyższego, od maja do czerwca 2019 minister spraw wewnętrznych.

## Życiorys
W 1978 ukończył studia prawnicze na Uniwersytecie Leopolda i Franciszka w Innsbrucku. W 1980 rozpoczął pracę jako sędzia. Od 1994 orzekał w Oberlandesgericht Wien, jednym z czterech wyższych sądów regionalnych w Austrii. W 1997 przeszedł do Sądu Najwyższego (Oberster Gerichtshof). W 2011 został wiceprezesem, a w 2012 prezesem tego sądu. Stanowisko to zajmował do czasu przejścia w stan spoczynku w 2018.
22 maja 2019 powołany na ministra spraw wewnętrznych w rządzie Sebastiana Kurza. Zastąpił na tej funkcji Herberta Kickla, odwołanego w związku z rozpadem koalicji i przekształceniem rządu w gabinet przejściowy do czasu przedterminowych wyborów. Pełnił tę funkcję do 3 czerwca 2019, odchodząc wówczas wraz z całym gabinetem.